# Assalto ao BES de Campolide

Reféns no exterior do Banco Espírito Santo, durante o assalto de 7 de agosto de 2008.

O assalto a agência do Banco Espírito Santo de Campolide (BES) em Lisboa, ocorrido a 7 de Agosto de 2008, foi um dos casos criminais mais mediáticos da história de Portugal. Este caso veio no contexto de uma onda de criminalidade violenta contra diversos serviços como bancos, gasolineiras e ourivesarias na região da Grande Lisboa em 2008.

## Descrição do assalto e sequestro
No dia 7 de Agosto de 2008, dois assaltantes de nacionalidade brasileira Wellington Nazaré e Nilson Souza protagonizaram um dos mais mediáticos assaltos de que há memória em Portugal. Tomaram de assalto a dependência do BES (Banco Espírito Santo) de Campolide, na Rua Marquês de Fronteira, em Lisboa, sequestrando seis pessoas: dois homens e quatro mulheres incluindo dois funcionários da agência, a gerente Ana Antunes e o subgerente Vasco Mendes. Segundo um comunicado transmitido à 1h00 pela subintendente da PSP Florbela Carrilho, confirma que os dois homens entraram armados nesta dependência do BES pelas 15h. Após várias horas em tentativas de negociação sem sucesso, o Grupo de Operações Especiais da PSP foi obrigado a intervir. Uma equipa de atiradores especiais alvejou os dois sequestradores com tiros de precisão à distância (matando um deles e deixando o outro gravemente feridos). Nilson foi alvejado e teve morte imediata; Wellington sofreu ferimentos muito graves, mas sobreviveu. Os dois reféns funcionários do banco saíram ilesos.

## Preparativos da operação
Forças da intervenção rápida da Polícia portuguesa retiraram todos os veículos estacionados na zona e também permanecem fechados os estabelecimentos próximos, sendo o trânsito interrompido. Também foram mobilizados vários veículos de assistência médica de emergência e funcionários de saúde equipados com coletes à prova de balas, confirmou a imprensa local.

## Julgamento
Wellington, o assaltante sobrevivente, foi condenado a 11 anos de prisão em 2009 pelos crimes de sequestro e detenção de arma proibida, pena que foi reduzida para oito anos e meio pelo Tribunal da Relação de Lisboa, após recurso da defesa. O sequestrador foi também obrigado a pagar uma indemnização de dez mil euros aos dois funcionários da dependência bancária (Ana Antunes e Vasco Mendes) que manteve sequestrados, e cerca de quinze mil euros ao BES.
Wellington Nazaré foi libertado em 2013, após cumprir cinco anos da pena, e expulso para o Brasil, tendo sido proibido de regressar a Portugal durante oito anos.

## Reações
A notícia do assalto encheu, durante vários dias, as páginas dos jornais portugueses e brasileiros e teve grande repercussão mediática, graças aos vídeos e fotografias da operação policial e do processo de negociação que foram difundidos. Na conferência de imprensa, o diretor nacional da PSP, Francisco Oliveira Pereira, adiantou que os dois homens,"com idades entre 25 e 35 anos", estavam em situação ilegal no país e que o assalto que tentaram realizar à dependência bancária terá sido planeado, já que os reféns foram imobilizados com o recurso a algemas de plástico. Ainda de acordo com Oliveira Pereira, as armas utilizadas pelos dois homens “são provavelmente ilegais”.
O ministro da Administração Interna de Portugal, Rui Pereira enviou "uma palavra de vivas felicitações" à PSP pela "competência, dedicação e heroísmo" com que resolveu a tentativa de assalto à dependência do Banco Espírito Santo (BES) em Campolide, Lisboa.
O ministro transmitiu a sua solidariedade às duas pessoas que foram vítimas do sequestro no interior do banco durante duas horas e garantiu aos portugueses o empenhamento do Governo e das forças de segurança no combate à criminalidade.